# Rudolf de Rheinfelden
Rudolf de Rheinfelden sau Rudolf de Suabia (n. 1025 – d. 15 octombrie 1080, Merseburg, Saxonia-Anhalt, Germania) a fost duce al Suabiei între anii 1057 și 1079 și antirege romano-german din 1077 până la moarte. Fiica sa, Adelaida, s-a căsătorit cu regele Ladislau I al Ungariei.

## Ascensiunea
Rudolf era fiul contelui Kuno de Rheinfelden. În anul 1057 Rudolf a profitat de faptul că noul rege romano-german Henric al IV-lea, era minor, pentru a o răpi pe sora acestuia, Matilda. El a cerut mâna Matildei cu care s-a căsătorit în 1059, obținând astfel Ducatul de Suabia și administrarea Burgundiei. În 1060 Matilda a murit, iar Rudolf s-a recăsătorit în 1066 cu Adelaida (d. 1079), fiică a contelui Otto de Savoia.
Fiind cumnat cu Henric al IV-lea, Rudolf a sprijinit inițial campaniile acestuia. Astfel, el l-a însoțit în Turingia și în Saxonia jucând un rol important și în Bătălia de la Langensalza împotriva răsculaților.

## Conflictul cu Henric al IV-lea

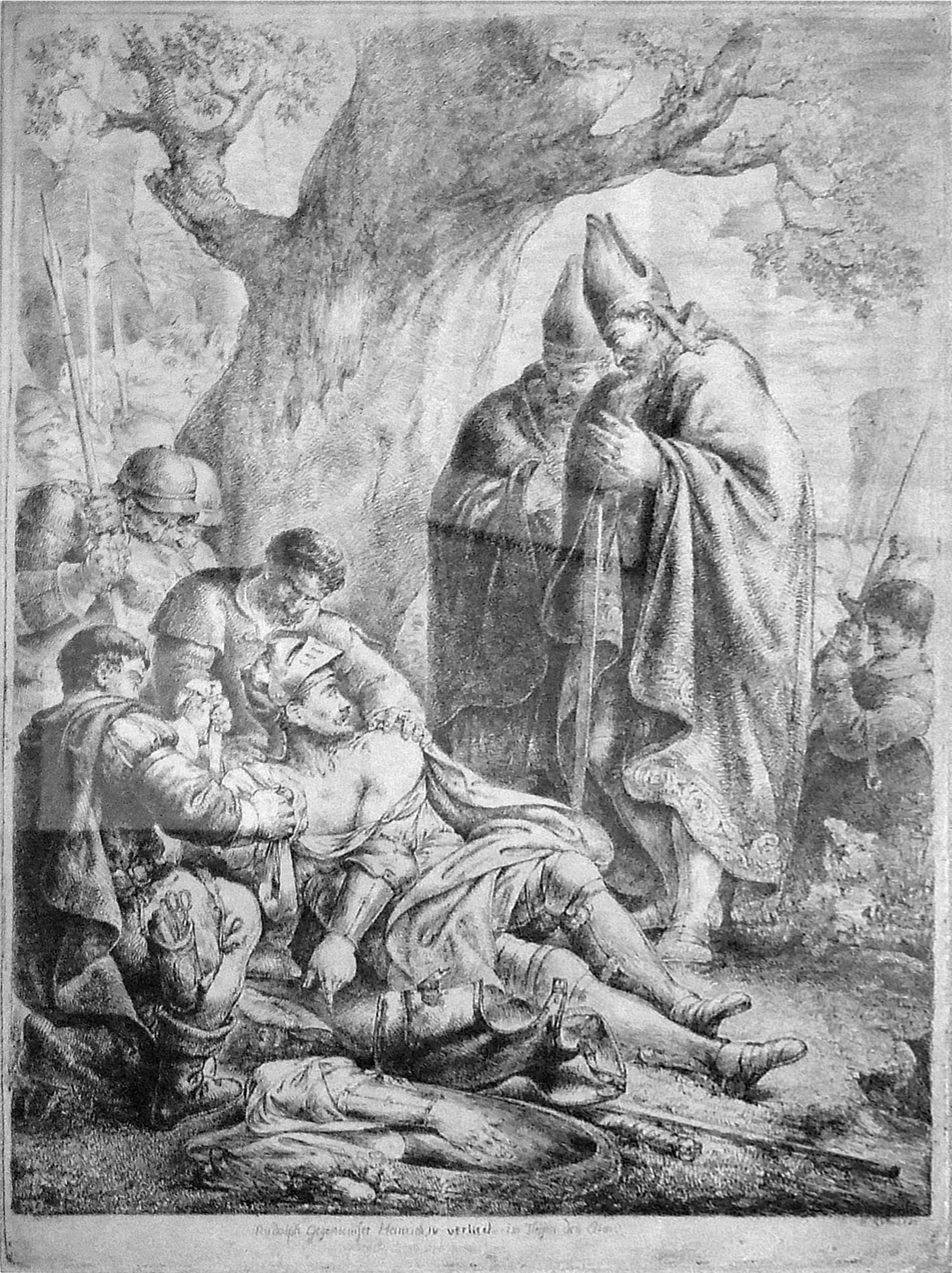
Rudolf de Suabia rănit mortal

Cu toate acestea, atunci când a izbucnit Controversa pentru învestitură, iar Henric a fost excomunicat, Rudolf s-a întâlnit cu alți câțiva nobili pentru a decide asupra evoluției viitoarelor evenimentelor. Cu toate că excomunicarea lui Henric a fost ridicată în 1077, rebelii și-au continuat acțiunile. La Forchheim, Rudolf a fost ales antirege în martie 1077 promițând să respecte principiul electiv al monarhiei și declarându-se adept al papalității.
La 25 mai Rudolf a fost încoronat la Mainz de arhiepiscopul Siegfried I dar locuitorii orașului s-au revoltat, iar el a fost nevoit să se refugieze în Saxonia. Această acțiune nu era facilă deoarece Saxonia era separattă de Suabia prin teritorii controlate de regele Henric. Rudolf a acordat Ducatul de Suabia fiului său, Berthold, și a încercat, fără succes, să își restabilească autoritatea prin asedierea orașului Würzburg. Între timp, regele Henric al IV-lea i-a retras stăpânirea Ducatului de Suabiei la dieta de la Ulm în luna mai, ducat acordat lui Frederic de Büren, primul conducător din familia Hohenstaufen.
Bătălia de la Mellrichstadt din 7 august 1078 s-a încheiat nedecis. Rudolf a întâmpinat dificultăți în a-i convinge pe saxoni să lupte în afara Saxoniei deaorece aceștia nu aveau încredere în el. De asemenea, el se confrunta cu aparentele rețineri ale papei Grigore al VII-lea de a-i susține cauza. Pentru a câștiga susținători, Rudolf a fost nevoit să acorde mari părți din domeniile coroanei, precum și din cele ale bisericii. Cu toate aceste neajunsuri, situația părea să se îmbunătățească pentru el în 1080. Bătălia de la Flarchheim din 27 ianuarie 1080 s-a încheiat favorabil pentru Rudolf, iar pe 7 martie papa l-a excomunicat din nou pe Henric și l-a recunoscut pe Rudolf ca rege romano-german.

## Moartea
Încurajat de aceste ultime evoluții, forțele lui Rudolf s-au întâlnit cu cele ale lui Henric pe râul Weiße-Elster în ceea ce s-a numit bătălia de pe Elster (sau bătălia de la Hohenmölsen). Bătălia, desfășurată în 14 octombrie 1080, ar fi reprezentat o mare victorie pentru forțele anti-regaliste, dar Rudolf și-a pierdut mâna dreaptă în luptă și a fost rănit în abdomen. El s-a retras la Merseburg, unde a murit în ziua următoare și a fost înmormântat. Majoritatea susținătorilor răscoalei împotriva lui Henric al IV-lea au dispărut curând, deși confruntările au continuat până în 1085. O ultimă confruntare a avut loc în 1088 în timpul următorului antirege, Herman de Salm, succesorul lui Rudolf.